# Найсильніша людина світу 2014
Найсильніша людина світу 2014 — 37-ме змагання за звання Найсильнішої людини світу. Змагання відбувалося у Коммерс Казісно у Лос-Анджелесі, штат Каліфорнія, США. З 22 по 25 березня проводилися відбіркові тури, а 28 березня відбувся фінал. На теренах США захід транслювався по телеканалу CBS Sports Network. Переможцем змагання став литовець Жидрунас Савіцкас, Гафтор Юліус Бйорнссон посів друге місце, а Браян Шоу закінчив змагання на третьому.

## Перебіг змагання

### Ломуси, які кваліфікувалися
| Ім'я              | Національність        | Найкраще досягнення у НЛС                                                                     | Інші Досягнення |
| ----------------- | --------------------- | --------------------------------------------------------------------------------------------- | --- |
| Нік Бест          | Сполучені Штати       | 6-те місце у змагання Найсильніша людина світу 2010                                           | 2-ге місце у Велетнях НаЖиво! 2012&2013 2-ге місце у Супер Серіях з Багатоборства ломусів 2009 у Румунії 9-те місце у Арнольд Стронґмен Класік 2010 |
| Майк Бурк         | Сполучені Штати       | 5-те місце у змагання Найсильніша людина світу 2012                                           | 1-ше місце у Велетнях НаЖиво! 2013 3-тє місце у змаганні Найсильніша людина Америки 5-те місце у змаганні Арнольд Стронґмен Класік 2012 |
| Жидрунас Савіцкас | Литва                 | Найсильніша людина світу у 2009, 2010 & 2012 роках 2-ге місце у: 2002, 2003, 2004, 2011, 2013 | 7-разовий переможець Арнольд Стронґмен Класік з 2003 по 2008 та 2014, 2-ге місце у 2010, 3-е місце у 2011 Найсильніша людина Європи у 2010, 2012 & 2013 роках Переможець змагання Велетні НаЖиво! 2010 10-разовий переможець змагання Найсильніша людина Литви |
| Едді Голл         | Сполучене Королівство | До цього не виступав                                                                          | Триразовий переможець змагання Найсильніша людина Сполученого Королівства у 2012—2014 роках 2-ге місце на змаганні Велетні НаЖиво! 2013 |
| Браян Шоу         | Сполучені Штати       | Найсильніша людина світу у 2011 та 2013 роках 2-ге місце у 2010, 3-тє у 2009, 4-те у 2012     | Переможець змагання Арнольд Стронґмен Класік 2011 та 2014 Переможець змагання Велетні НаЖиво! 2011 |
| Лаурі Нямі        | Естонія               | До цього не брав участі                                                                       | 3-тє місце на Велетні НаЖиво! 2013 |
| Террі Голландс    | Сполучене Королівство | 3-тє місце у 2007 році                                                                        | Найсильніша людина Британії Найсильніша людина Сполученого Королівства у 2005 Найсильніша людина Англії у 2009 7-ме місце на Арнольд Стронґмен Класік 2011 |
| Джеррі Прітчетт   | Сполучені Штати       |                                                                                               | 2-ге місце на змагання Велетні НаЖиво! 2013 |
| Девід Остлунд     | Сполучені Штати       | 3-тє місце у 2008 році                                                                        | |